# Capitulatie (overgave)

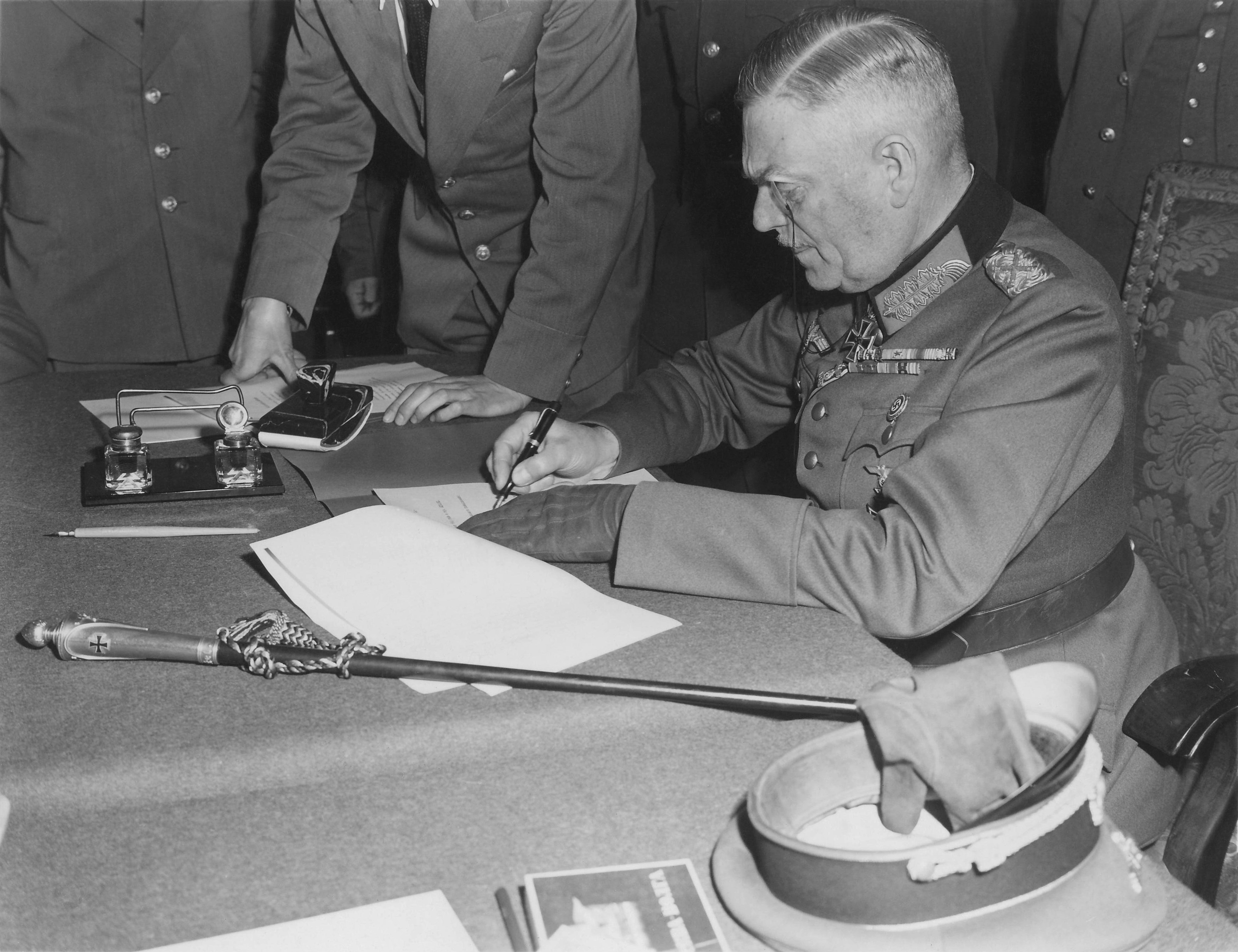
Generaal-Veldmaarschalk Wilhelm Keitel ondertekent de onvoorwaardelijke capitulatie van de Wehrmacht in het hoofdkwartier van het Rode Leger te Berlijn-Karlshorst.

Capitulatie, ook wel overgave, is internationaalrechtelijk een verklaring dat een partij de strijd staakt tijdens een oorlog. De partij die zich overgeeft kan variëren van enkele troepen tot een totale overgave van een groep van landen. Een bekende manier van overgave gedurende een oorlog is het hijsen van een witte vlag.

## Etymologie
Het woord capitulatie komt in het Nederlands voor vanaf het midden van de 16e eeuw en is ontleend aan het Franse woord capituler, dat tot het begin van de 17e eeuw vooral ‘een verdrag sluiten’ betekende. Daarnaast kwam vanaf de 16e eeuw de betekenis ‘zich overgeven volgens een verdrag’ op. Het Franse woord gaat terug op het middeleeuws Latijnse woord capitulare ‘punt voor punt opsommen, een stuk opstellen’, een afleiding van het Latijnse woord capitulum ‘hoofdstuk, clausule’, dat een verkleinwoord is van caput ‘hoofd’.

## Capitulaties tijdens deTweede Wereldoorlog
Aanvankelijk was het Duitse nazibewind aan de winnende hand en moesten de omringende landen voor de Duitsers capituleren:
- Nederland capituleerde op 15 mei 1940 in Rijsoord (gemeente Ridderkerk). De opperbevelhebber van het Nederlandse leger Henri Winkelman tekende in het schoolgebouw de overgave.
- België capituleerde op 28 mei 1940.
- Frankrijk capituleerde op 22 juni 1940.
- Italië capituleerde in juni 1943 nadat Mussolini afgezet en gearresteerd was door zijn ministers en generaals.

Uiteindelijk waren de rollen omgekeerd en werd de oorlog beëindigd doordat de Duitsers en Japanners capituleerden:
- Duitsland capituleerde in Noordwest-Europa op 4 mei 1945 toen de Duitse admiraal Von Friedeburg in een tent bij  Wendisch Evern bij Lüneburg namens de Duitse troepen in Nederland, Noordwest-Duitsland, Sleeswijk-Holstein en Denemarken capituleerde voor de Britse veldmaarschalk Montgomery. De totale capitulatie vond plaats op 8 mei van dat jaar.
- Japan capituleerde op 15 augustus 1945. De ondertekening van de verklaring gebeurde op 2 september.

In Nederland wordt gevierd dat Duitsland op 5 mei 1945 capituleerde in Nederland. Op die datum zou in Hotel De Wereld te Wageningen de capitulatie zijn getekend door de Duitse generaal Johannes Blaskowitz en de Canadese generaal Charles Foulkes, in het bijzijn van prins Bernhard van Lippe-Biesterfeld. De overeenkomst werd echter op 6 mei elders in Wageningen getekend. De akte zelf, aanwezig in het Gemeentearchief Wageningen, is gedateerd Wageningen 5 mei 1945. In werkelijkheid betrof het een aantal bevelen met betrekking tot de technische uitwerking voor Duitse troepen in Nederland van de capitulatie op 4 mei van Duitse troepen in Noordwest-Europa.